# Acide oxalosuccinique
L’acide oxalosuccinique est un cétoacide tricarboxylique de formule HOOC–CH2–CH(COOH)–CO–COOH. Sa base conjuguée, l’oxalosuccinate, est un métabolite du cycle de Krebs : il apparaît comme intermédiaire réactionnel lors de la conversion de l'isocitrate en α-cétoglutarate. Cette réaction est catalysée par l'isocitrate déshydrogénase, qui convertit l'isocitrate en oxalosuccinate, puis en α-cétoglutarate.
|            | + NAD+ {\displaystyle \rightleftharpoons } NADH + H+ + |                |
| Isocitrate |                                                        | Oxalosuccinate |

|                                         | → CO2 + |                 |
| Oxalosuccinate                          |         | α-Cétoglutarate |
| Isocitrate déshydrogénase – EC 1.1.1.41 |         |                 |